# شهرستان کاکرن (تگزاس)
شهرستان کاکرن، تگزاس (به انگلیسی: Cochran County, Texas) یک سکونتگاه مسکونی در ایالات متحده آمریکا است که در تگزاس واقع شده‌است.

## خصوصیات
شهرستان کاکرن ۲٬۰۰۷٫۲۵ کیلومترمربع مساحت دارد.